# Philipp Hochmair
Philipp Hochmair /ˈfɪǀɪp ˈhoːxmɑɪɐ/ est un acteur autrichien né le 16 octobre 1973.

## Biographie

### Jeunesse
Philipp Hochmair grandit à Vienne (Autriche). Il étudie l'art dramatique au Séminaire Max-Reinhardt où il reçoit l'enseignement de Klaus Maria Brandauer puis au Conservatoire national supérieur d'art dramatique à Paris.

### Carrière

#### Cinéma et télévision
Philipp Hochmair participe à de nombreux films et téléfilms, dont Thomas Mann et les siens d'Heinrich Breloer (Best TV Movie|Emmy Awards 2002), L'Éclat du jour (de Tizza Covi et Rainer Frimmel), Die Auslöschung (mise en scène : Nicholas Leytner), Kater (de Klaus Händl) et Animals (mise en scène : Greg Zglinksi).
Il joue dans de nombreuses séries télévisées autrichiennes et allemandes très populaires.
Dans Vorstadtweiber, il incarne un politicien homosexuel corrompu et cynique qui perd la raison et devient un meurtrier.
Dans Charité (production Netflix, 2020), Philipp Hochmair joue le professeur Otto Prokop, un médecin légiste autrichien reconnu pour son influence à l'époque de la RDA.
Dans Blind ermittelt (2018-2023), il incarne le personnage principal, Alexander Haller, un ex-commissaire aveugle,,.
Dans Conférence de Wannsee de Matti Geschonneck (2022) : le 20 janvier 1942, quinze haut responsables du Troisième Reich se réunissent à l'invitation de Reinhard Heydrich (Philipp Hochmair) pour mettre au point l'organisation de « la solution finale de la question juive » voulue par Adolph Hitler,,.

#### Théâtre
De 2003 à 2009, Philipp Hochmair est engagé au Burgtheater de Vienne puis travaille au Thalia Theater de Hambourg jusqu'en 2016.
Il se produit également au Schauspielhaus de Hambourg, au Staatstheater de Hanovre, à la Volksbühne de Berlin et au Schauspielhaus de Zurich.

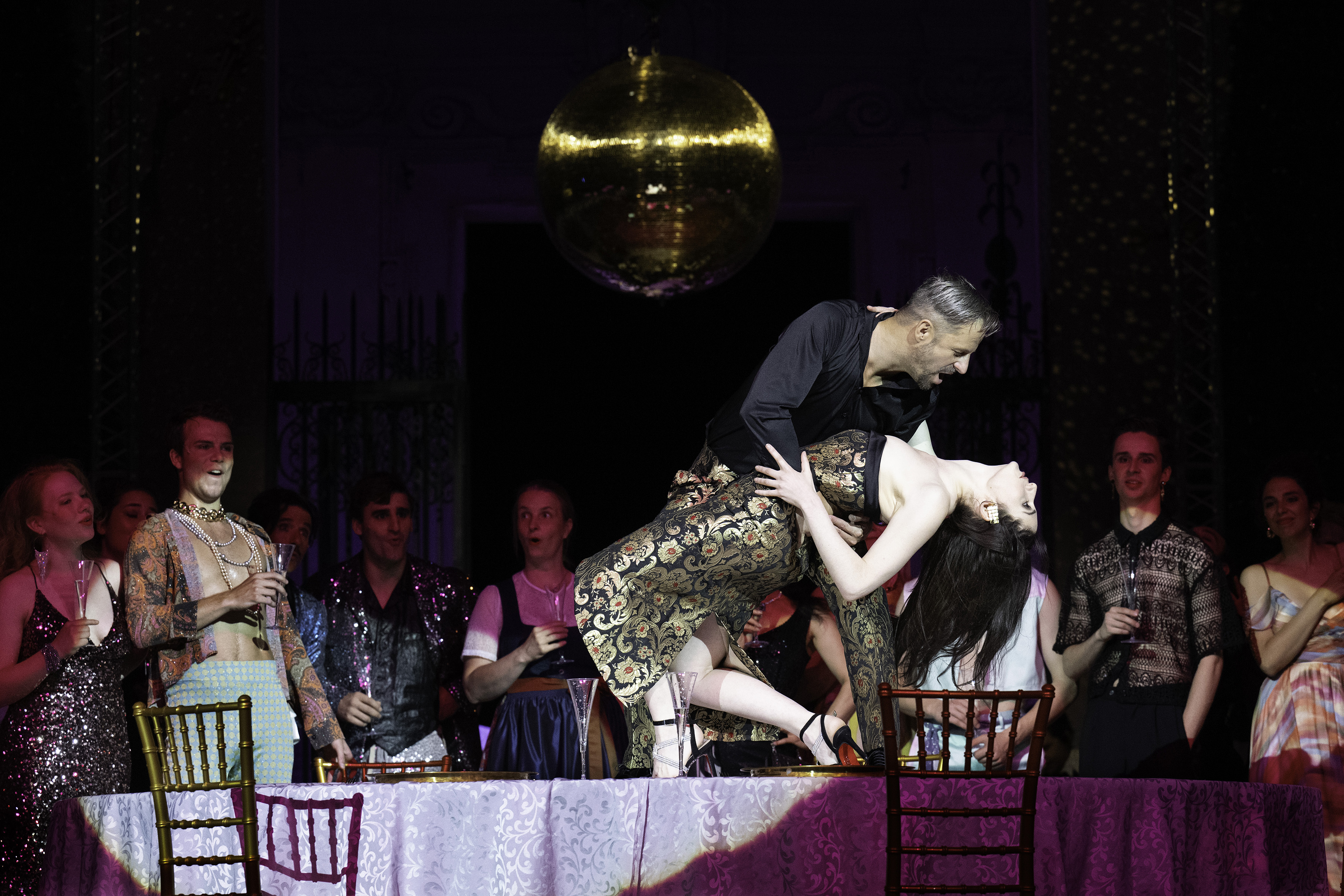
Festival de Salzbourg 2024, Jedermann, Philipp Hochmair et Deleila Piasko

Depuis 2024, Hochmair joue le rôle principal de Jedermann dans la pièce du même nom de Hugo von Hofmannsthal au Festival de Salzbourg,,.

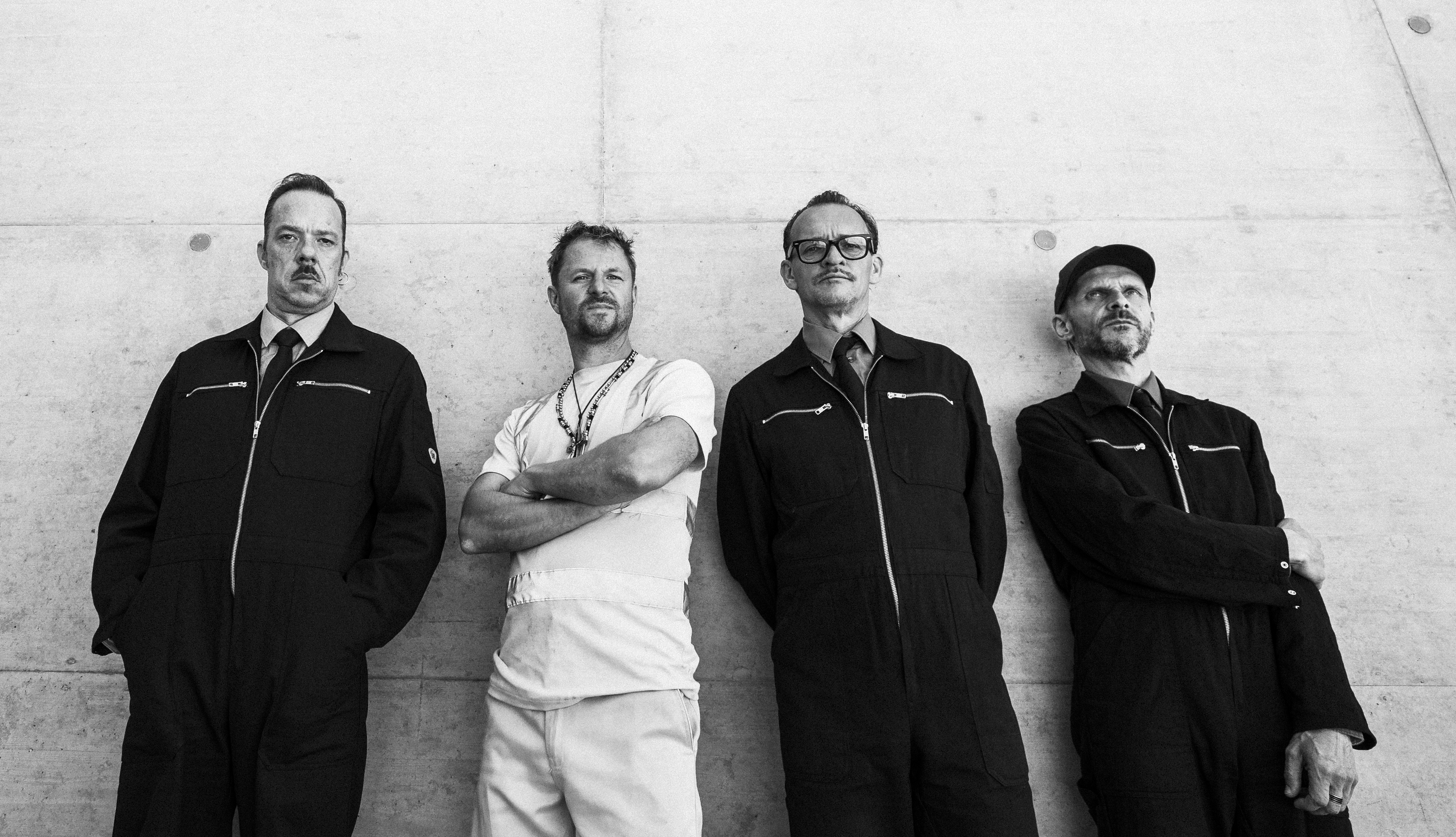
Philipp Hochmair & Die Elektrohand Gottes.

#### Projets divers
Philipp Hochmair effectue des tournées avec ses projets solo Werther! (de Goethe), Le Procès et L’Amerique de Franz Kafka et Der Hagestolz (L'homme sans postérité ou Le vieux garçon) de Adalbert Stifter.
Jedermann Reloaded (2018) est l'adaptation rock par Philipp Hochmair de la pièce originale Jedermann de Hugo von Hofmannsthal, qu'il met en scène avec son groupe Die Elektrohand Gottes dans un one-man-show pendant lequel il endosse plus de 20 rôles. Il a également adapté des ballades de Schiller sur une musique rock afin de les faire revivre (Schiller Balladen Rave, 2021),.

## Distinctions
En 2017, Philipp Hochmair remporte le prix du meilleur acteur pour son rôle dansTomcat de Händl Klaus au festival du film autrichien Diagonale.
En 2019, il remporte lors des Romy les prix de la télévision autrichienne, le Romy du meilleur acteur pour son rôle du commissaire Alexander Haller dans Blind ermittelt.
En 2022, il remporte lors des Romy les prix de la télévision autrichienne, le Romy du meilleur acteur pour son rôle du Reinhard Heydrich dans La Conférence.
En 2022 : Nomination aux prix de la télévision allemande (Deutscher Fernsehpreis) : Meilleur acteur (films télévisés) pour La Conférence.
En 2023, il remporte le Prix Adolf-Grimme pour La Conférence.
En 2024, il remporte le Prix d'honneur au Festival du Film de Kitzbühel.

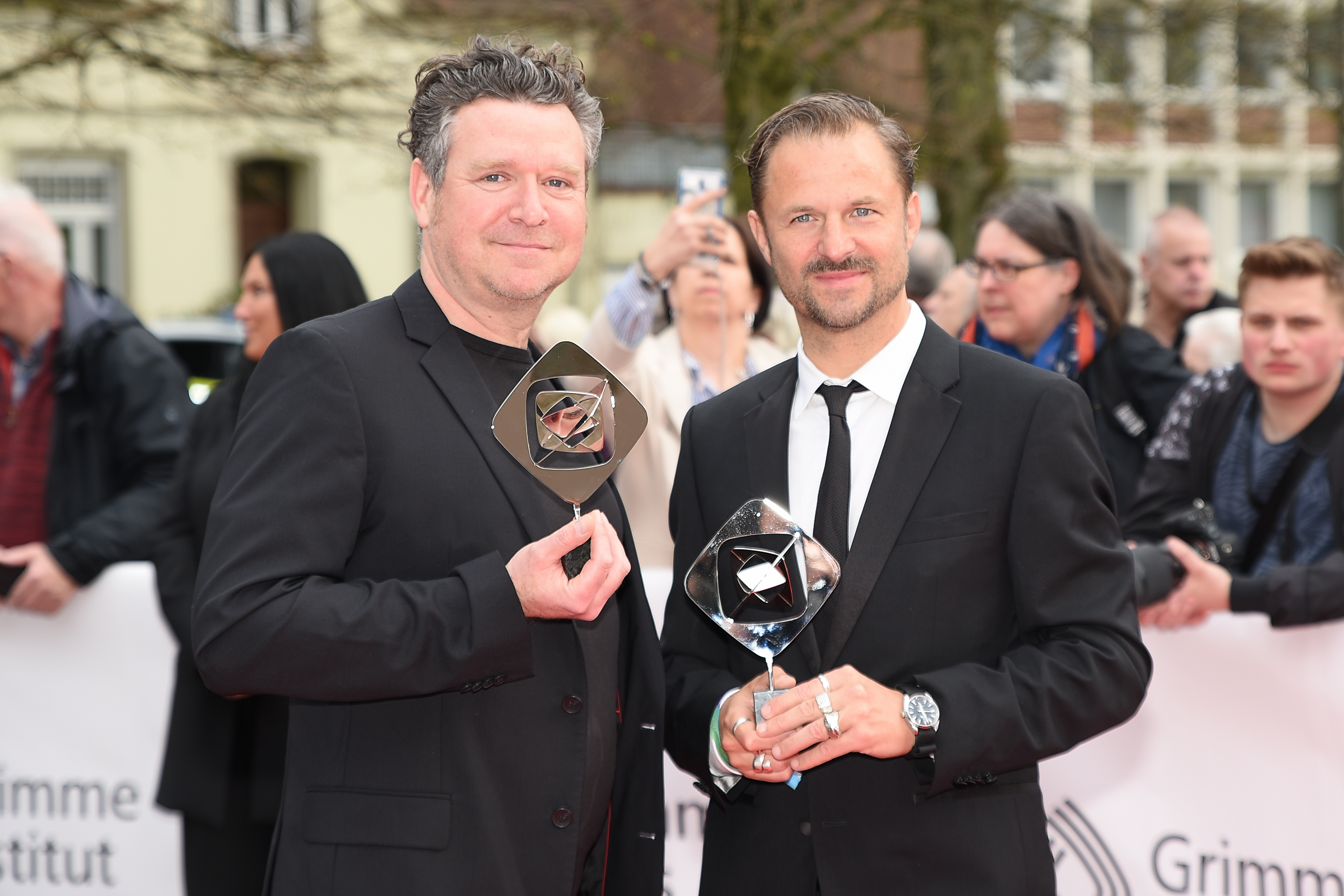
Prix Adolf-Grimme 2023,
Magnus Vattrodt, Philipp Hochmair

En 2024, il remporte le Prix Cross Over du Prix autrichien du théâtre musicale (Österreichischer Musiktheaterpreis),.

## Théâtre

### BurgtheaterVienne
- 2003 : Le Travail (Das Werk) d'Elfriede Jelinek – Peter; mise en scène : Nicolas Stemann

- 2004 : Bérénice de Molière d'Igor Bauersima – Jean Racine; mise en scène : Igor Bauersima
- 2005 : Babel d'Elfriede Jelinek, mise en scène : Nicolas Stemann
- 2005 : Souterrain-Blues (Untertagblues) de Peter Handke – Un homme sauvage; mise en scène : Friederike Heller
- 2006 : Torquato Tasso de Johann Wolfgang von Goethe – Torquato Tasso, poète de cour; mise en scène : Stephan Kimmig
- 2006 : Les gens déraisonnables sont en voie de disparition (Die Unvernünftigen sterben aus) de Peter Handke – Hermann Quitt; mise en scène : Friederike Heller
- 2007 : Le Procès de Franz Kafka – Joseph K.; mise en scène : Andrea Gerk et Philipp Hochmair
- 2007 : Spuren der Verirrten de Peter Handke, mise en scène : Friederike Heller
- 2007 : Les Frères Karamazov de Fiodor Dostoïevski, mise en scène : Nicolas Stemann
- 2008 : Le Docteur Faustus – my love is a fever basée sur Thomas Mann, mise en scène : Friederike Heller

### Deutsches Theater Berlin
- 2007 : Don Carlos de Friedrich Schiller – Don Carlos; mise en scène : Nicolas Stemann
- 2008 : Le Procès de Franz Kafka – Joseph K.; Reprendre la mise en scène du Burgtheater de Vienne, mise en scène : Andrea Gerk et Philipp Hochmair

### Schauspielhaus Zürich
- 2003 : Le Fils (Sonen) de Jon Fosse – Fils; mise en scène: Elias Perrig

### Staatstheater Hannover
- 2001 : Orestie d'Eschyle – Orestes; mise en scène: Nicolas Stemann
- 2002 : Hamlet de William Shakespeare – Hamlet; mise en scène: Nicolas Stemann

### Théâtre Thalia Hambourg
- 2008 : Les Brigands (Die Räuber) de Friedrich Schiller – Franz Moor; Coproduction avec le Festival de Salzbourg 2008; mise en scène : Nicolas Stemann
- 2009 : L’Amérique (Amerika) basée sur Franz Kafka – Karl Rossmann, mise en scène : Bastian Kraft
- 2009 : Nathan le Sage (Nathan der Weise) de Gotthold Ephraim Lessing – Le chevalier de l’ordre du Temple; mise en scène : Nicolas Stemann
- 2010 : Woyzeck Comédie musicale de Tom Waits basée sur Georg Büchner – Le capitaine; mise en scène : Jette Steckel
- 2010 : Le chat Botté (Der gestiefelte Kater) basée sur les Frères Grimm – Chat; mise en scène : Wolf-Dietrich Sprenger
- 2011 : Faust I et II de Johann Wolfgang von Goethe – Mephisto; Coproduction avec le Festival de Salzbourg 2011, mise en scène : Nicolas Stemann
- 2012 : La Cruche cassée (Der zerbrochene Krug) de Heinrich von Kleist – Le juge Adam; mise en scène : Bastian Kraft
- 2013 : Jedermann de Hugo von Hofmannsthal, concert-performance, Festival de Salzbourg, Première 2013, mise en scène : Bastian Kraft

### Hamburger Kammerspiele
- 1998 : Purifiés (Cleansed) de Sarah Kane – Carl; mise en scène : Peter Zadek

### Festival de Salzbourg
- 2008 : Les Brigands (Die Räuber) de Friedrich Schiller – Franz Moor; Coproduction du Théâtre Thalia Hambourg avec le Festival de Salzbourg 2008; mise en scène : Nicolas Stemann
- 2011 : Faust I et II de Johann Wolfgang von Goethe – Mephisto; Coproduction du Théâtre Thalia Hambourg avec le Festival de Salzbourg 2011, mise en scène : Nicolas Stemann
- 2018 : Jedermann de Hugo von Hofmannsthal – Jedermann; Festival de Salzbourg, mise en scène : Michael Sturminger (Hochmair joue le Jedermann pour Tobias Moretti, qui est malade.)
- 2024 : Jedermann de Hugo von Hofmannsthal – Jedermann; Festival de Salzbourg, mise en scène : Robert Carsen

### Productions indépendantes
- 1997 : Werther! basée sur Johann Wolfgang von Goethe  – Werther; mise en scène : Nicolas Stemann
- 2011 : Porno d'Ela Angerer (livre et mise en scène)
- 2023 : Der Hagestolz de Adalbert Stifter

## Filmographie

### Cinéma
- 1996 : Lucie Aubrac de Claude Berri : soldat allemand
- 1999 : Marthas Töchter d'Oliver Hirschbiegel : fils
- 1999 : Tigermilch d'Elisabeth Fiege :
- 1999 : Nachtfalter de Franz Novotny : Otto
- 2000 : L'Expérience d'Oliver Hirschbiegel : Lars
- 2002 : Die rote Jacke de Florian Baxmeyer : UN-ambulancier
- 2005 : Le Voyage d'hiver de Hans Steinbichler : Xaver Brenninger
- 2009 : Die blaue Stunde de Nicolai Max Hahn : homme
- 2010 : Jour et nuit de Sabine Derflinger : Mario
- 2011 : Sans père de Marie Kreutzer : Niki
- 2011 : Complètemente givrés d'André Erkau : Weynfeldt
- 2012 : L‘Éclat du Jour de Tizza Covi et Rainer Frimmel : Philipp
- 2013 : Talea de Katharina Mückstein : Stefan
- 2016 : Tomcat (Kater) de Klaus Händl : Andreas
- 2017 : Animals de Grzegorz Zgliński : Nick
- 2017 : Candelaria - Ein kubanischer Sommer de Jhonny Hendrix Hinestroza : El Carpintero
- 2019 : Ich war noch niemals in New York de Philipp Stölzl : médecin
- 2019 : Glück gehabt de Peter Payer : Artur
- 2020 : Das Glaszimmer de Christian Lerch : Feik
- 2024 : Der Soldat Monika de Paul Poet : l'autre Monika

### Télévision
- 1999-2019 : Tatort : Bogdan / Jan Beckern / Peter Altmann / Paul Schemerl / Wolfgang
- 1999 : Bella Block: Blinde Liebe de Sherry Hormann
- 1999 : Die Biester de Sören Bretzinger : Jürgen
- 2000 : Ein mörderischer Plan de Matti Geschonneck : Herr Peters
- 2000 : Thomas Mann et les siens d'Heinrich Breloer : Golo Mann
- 2001 : Boomtown - Es leckt de Tom Zenker : Chris
- 2001 : Die Hoffnung stirbt zuletzt de Marc Rothemund : Andreas
- 2002 : Mörderische Elite de Florian  : Henning Baxmeyer
- 2003 : Doppelter Einsatz: Die Wahrheit stirbt zuletzt de Dror Zahavi : Hannes Jessen
- 2007 : Polly Adler: Die Entführung de Peter Gersina : Dennis
- 2008 : SOKO Donau: Nachts kaum Abkühlung d'Erwin Keusch : Fipsi Galen
- 2012 : Blutadler de Nils Wilbrandt : Harald Frantzen
- 2012 : Die Auslöschung de Nicolaus Leytner : Theo
- 2013 : L‘Éclat du Jour de Tizza Covi, Rainer Frimmel : Philipp
- 2013 : Une équipe de choc : Die Frau des Freundes de Maris Pfeiffer : Sebastian Hauser
- 2014 : Marie Brand und das Mädchen im Ring de Josh Broecker : professeur Neu
- 2014 : Madame Nobel d'Urs Egger : Arthur von Suttner
- 2014 : Männertreu d'Hermine Huntgeburth : Rebensburg
- 2014 : Clara Immerwahr d'Harald Sicheritz : David Sachs
- 2014 : In der Falle de Nina Grosse : Clemens Carstensen
- 2015-2022 : Vorstadtweiber d'Harald Sicheritz, Sabine Derflinger et Mirjam Unger : Dr Joachim Schnitzler
- 2015 : Polizeiruf 110: Wendemanöver d'Eoin Moore : Joseph Tischendorf
- 2015 : Blochin de Matthias Glasner : secrétaire d'État
- 2015 : Meine fremde Frau de Lars Becker : Lukas Horvath
- 2015 : Une grande petite voix de Wolfgang Murnberger : Hans Reschke
- 2016 : Solo für Weiss: Das verschwundene Mädchen de Thomas Berger : Matthias Matter
- 2016 : Meurtes en eaux troubles : La somnambule d'Andreas Linke : Peter Rademann
- 2017 : Charité (série télévisée)
- 2017 : Viel zu nah de Petra Katharina Wagner : Oliver
- 2017 : Ein Sommer im Allgäu de Jeanette Wagner : Pirmin
- Depuis 2018 : 11 épisodes : Blind ermittelt de Katharina Mückstein et Jano Ben Chaabane : Alexander Haller
- 2018 : Nachtschicht - Es lebe der Tod de Lars Becker : Vogelkundler
- 2019 : Papa par accident de Sascha Bigler : Arthur Donnersberg
- 2019 : 1945 - Un village se rebelle  de Gabriela Zerhaus : August Eigruber
- 2019 : SOKO Wien: Ritterschlag d'Holger Gimpel : Joachim Kramp
- 2019 : Friesland: Hand und Fuß d'Isabel Prahl : Michael Meissner
- 2019 : Marie-Thérèse d'Autriche (série télévisée) de Robert Dornhelm : Baron von der Treck
- 2020 : Freud (série télévisée) de Marvin Kren : Viktor von Szápáry
- 2020 : Liebe verjährt nicht de Sebastian Hilger : Herbert Runknagel
- 2020 : Nicht tot zu kriegen de Nina Grosse : Jimmy Lanz
- 2021 : Letzter Gipfel de Julian Pölsler : Fritz Wallner
- 2021 : Charité de Christine Hartmann : Otto Prokop
- 2021 : Blackout de Lancelot von Naso, Oliver Rihs : Till
- 2021 : Meiberger: Mörderisches Klassentreffen de Michael Podogil : Martin Mars
- 2022 : La Conférence de Matti Geschonneck : Reinhard Heydrich
- 2023 : Petits crimes conjugaux de Christian Werner : Gilles
- 2024 : Helgoland 513 de Robert Schwentke : Silbermann
- 2024 : Deep d'Aurélien Molas : Frantz
- 2024 : Der Geier - Die Tote mit dem falschen Leben de Christian Werner : Lukas Geier

### Documentaires
- 2020 : Philipp Hochmair - Eine Reise mit Jedermann de Bernadette Schugg, Philipp Hochmair
- 2021 : Jedermann und ich de Katharina Pethke
- 2021 : Jedermann auf Reisen de Wolfgang Tonninger
- 2023 : Jedermann und ich - Ein Porträt in 3 Kapiteln de Philipp Hochmair et Katharina Pethke
- 2024: Philipp Hochmair: Zwischen Himmel und Hölle de Hannes Michael Schalle